# Минков, Святослав
Святосла́в Константи́нов Ми́нков (болг. Светослав Константинов Минков; 17 февраля 1902, Радомир, Болгария — 22 ноября 1966, София, Болгария) — болгарский писатель, журналист и переводчик.

## Биография
Учился в Софийском университете. В ранних рассказах проявилось влияние декадентства. Но с начала 1930-х годов стал доминировать реализм. Переводил на болгарский сказки Андерсена, романы Густава Майринка «Голем», «Белый доминиканец», а также цикл «Тысяча и одна ночь». В 1954–1956 годы главный редактор (в 1956–1962 годы редактор) в издательстве «Болгарский писатель».

## Сочинения
- Синята хризантема (рассказы, 1922)
- Часовник (гротески, 1924)
- Огнената птица (четыре рассказа, 1927)
- Игра на сенките (1928)
- Дом у последнего фонаря / Къщата при последния фенер (1931)
- Автоматы / Автомати (невероятные рассказы, 1932; 1935; 1947)
- Сърцето в картонената кутия. Роман-гротеска в седем невероятни приключения (в соавторстве с Константином Константиновым[болг.]) (1933; 1939; 1986)
- Дама с ренгеновыми глазами / Дамата с рентгеновите очи (рассказы, 1934; 1945; 1946; 1982)
- Чудната касичка (по Андерсену) (1934; 1940)
- Захарното момиче (сказки, 1935)
- Мадрид горит / Мадрид гори. История в телеграми за съпротивата на един град ( 1936; 1945)
- Маскираната лисица (сказка, 1936, 1957; 1962; 1968; 1984; 1991)
- Рассказы о ежовой шкуре / Разкази в таралежова кожа“ (1936, 1947)
- Гост (рассказ, 1938)
- Другата Америка. Едно пътуване отвъд екватора (1938; 1943; 1946)
- Желязната къщичка (1941)
- Японската литература. Начало, развитие, представители (1941)
- Маймунска младост (рассказы, 1942)
- Лъв и жаба (1943)
- Лунатин (юмористические рассказы, 1945)
- Избрани произведения (1947)
- Посылка из Америки / Колет от Америка (рассказы и фельетоны, 1950)
- Империя голода / Империя на глада (1952; 1956)
- Месечно (1954)
- Отвъд океана (рассказы и очерки, 1954)
- Избрани произведения (1955)
- Цар Безсънко“ (сказки, 1956; 1972; 1973)
- Призракьт от Кандари (рассказы, 1959)
- Бракоразводно сражение (рассказы, I960)
- Избрани произведения в 2 т. (1962)
- Патент САС (четыре рассказа, 1963)
- Как гарджето стана певец (сказка, 1965)
- Снежният човек и врабчето (1965)
- Паноптикум Лайхенвалд (рассказы, 1966)
- Избрани разкази (1967)
- Джуджето Тинтирин (сказка, 1968)
- Приказки (1971; 1977)
- Алхимия на любовта (избранные рассказы, 1972)
- Съчинения в 2 т. (1972)
- Разкази, пътеписи (1976)

### Издания на русском языке
- Минков, Святослав, Рассказы. Памфлеты. Фельетоны. — М., 1955.
- Минков, Светослав. Соломенный фельдфебель. Рассказы, памфлеты, фельетоны. — М.: Гослитиздат, 1956.